# KF Arbëria
El KF Arbëria es un equipo de fútbol de Dobrajë e Madhe, Kosovo, que juega en la Liga e Parë, segunda división más importante del país.

## Historia

### Como K. F. Përparimi
El equipo se fundó en junio de 1977 con el nombre de K. F. Përparimi, Progreso en castellano. Comenzó jugando en la Liga III hasta que en 1990, Serbia decidió dar por terminada cualquier competición deportiva en la zona.

### Como K. F. Arbëria
En 1997, tras siete años de inactividad, el club vuelve a jugar bajo la denominación de K. F. Arbëria en honor a uno de los ciudadanos que más impulsó el regreso del club a las competiciones. Empezó jugando en la Liga e Parë, en la que militó desde 2003 a 2010 antes de que problemas económicos hicieran que el club tuviera que cesar su actividad en el año 2016. En mayo de ese mismo año el club vuelve a refundarse y comenzó a jugar en la Liga e Dytë, tercer nivel más importante del país. Una temporada después asciende a Liga e Parë.
En la temporada 2019-20 asciende por primera vez en su historia a la Superliga por encontrarse en posiciones de ascenso cuando la liga se dio por terminada debido a la pandemia de COVID-19.

## Afición
El grupo de aficionados del KF Arbëria se autodenominan Tormenta Roja. Fueron fundados en 2016. Está formada por los habitantes del pueblo y los alrededores. Al principio fueron financiados por la dirección del club, y luego con la ayuda de otros aldeanos expatriados, así como de otros fanáticos del fútbol de la aldea y más allá. Están comprometidos con que su equipo de corazón, independientemente de las situaciones y períodos, cuente con su apoyo para siempre.